# Pont Kamennoostrovski
Le pont Kamennoostrovsky enjambe la rivière Petite Nevka et relie l'île Aptekarsky à l'île Kamenny à Saint-Pétersbourg, en Russie. Il est situé dans l’alignement de la Perspective Kammennoostrovsky, ce qui lui a donné son nom,. Construit à l'origine comme un pont flottant en 1760, le pont Kamennoostrovsky est devenu entre 1811 et 1813 le premier pont en arc en bois à sept travées de Russie. En 1952, le pont a été reconstruit avec cinq travées.

## Histoire
Le pont a été conçu à l'origine par l'architecte Alexander Vist en 1760 comme un pont flottant composé de 11 sections de pontons. En 1765, les pontons furent remplacés par un pont flottant et relié aux culées de la rivière par des pilotis.
Entre 1811 et 1813, l'ingénieur hydraulicien Agustín de Betancourt remplaça le pont flottant par un pont en arc en bois à sept travées sur des fondations en bois avec des culées en pierre. La longueur totale du pont sous cette forme était de 150 mètres.
En 1899, lors de travaux de réparation, le pont fut entièrement reconstruit, transformant le pont en bois simple à sept travées en un pont à onze travées.
En 1938, le pont fut rénové : des poutres métalliques ont remplacé les poutres en bois, un parement en granit a remplacé les anciennes culées en pierre.

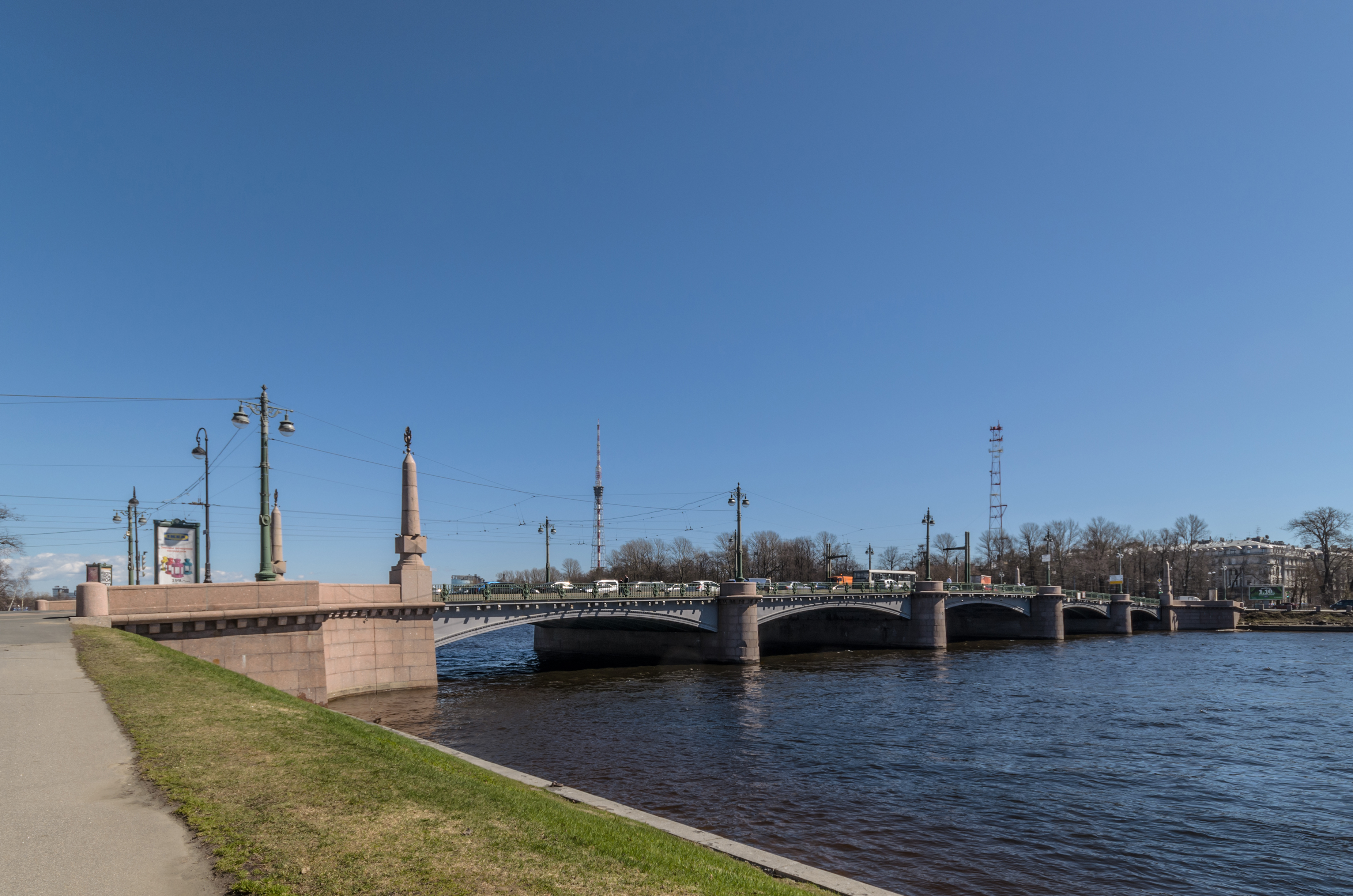
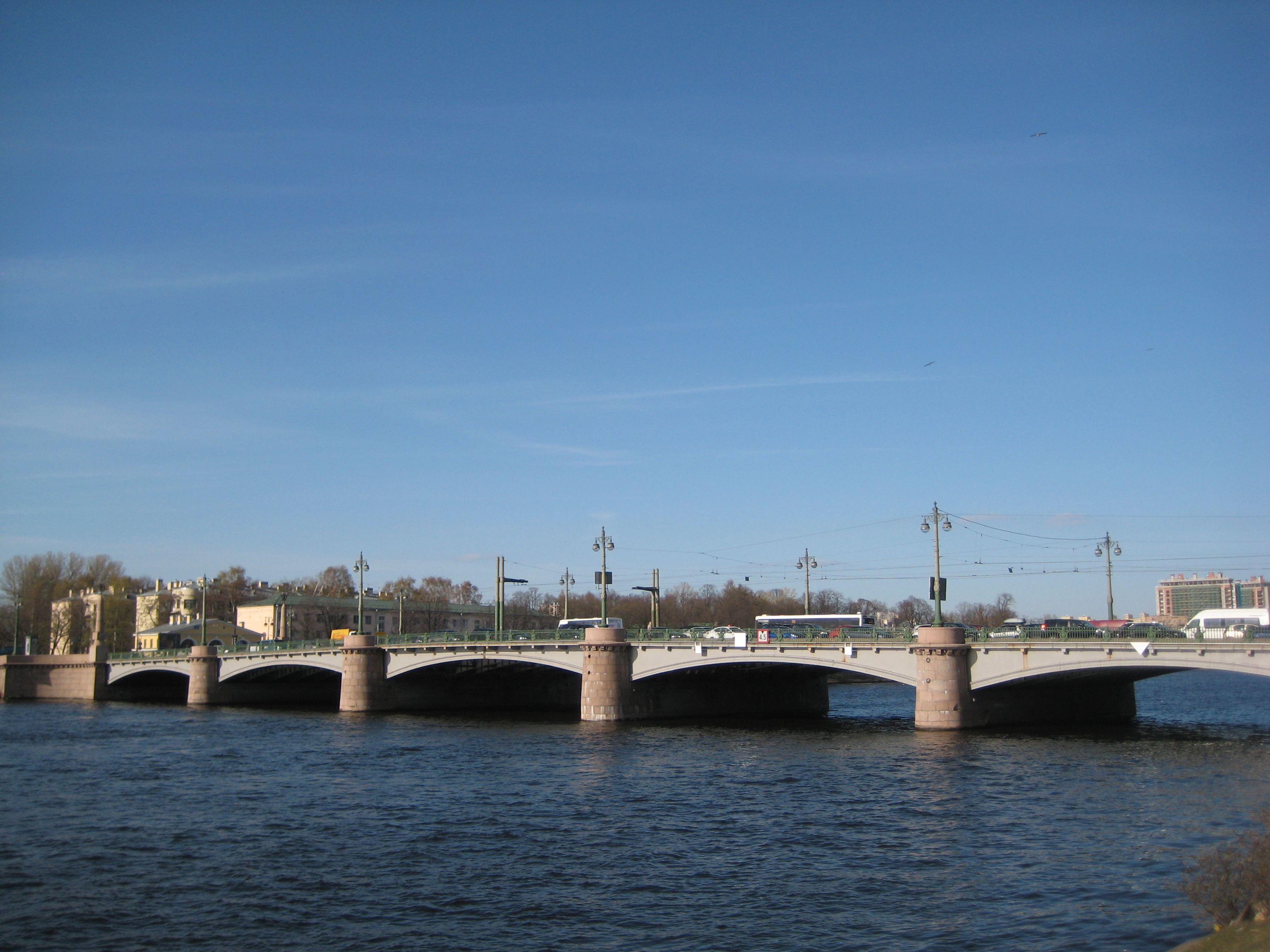